# Nicolás Pereira
Nicolás Pereira nació el 29 de septiembre de 1970 en Salto (Uruguay), es un tenista venezolano ya retirado que se convirtió en profesional en 1987.
Representó a Venezuela en los Juegos Olímpicos de Atlanta 1996, donde fue derrotado en segunda vuelta por el indio Leander Paes por 2-6, 3-6. Alcanzó su más alto rango en la Asociación de Tenistas Profesionales el 22 de julio de 1996, cuando llegó a ser el número 74 del mundo. En 1988 fue el N.º 1 del mundo entre los juniors. Es hasta el momento el mejor jugador de tenis venezolano de todos los tiempos.
A partir del año 1987 y en 9 oportunidades, intervino en la Copa Davis donde obtuvo los siguientes récords para jugadores venezolanos:
- Victorias: (32-20)
- Victorias en individuales: (20-15)
- Victorias en dobles: (12-5)
- Mejor pareja de dobles (con Maurice Ruah): (5-2)

## Estadísticas de su carrera
- Récord en individuales: 81-124
- Títulos en individuales: 2
- Récord en dobles: 115-132
- Títulos en dobles: 3
- Premios en metálico: 1.081.164 US$

## Títulos
En individuales:
- 1994 Bogotá
- 1996 Newport

En dobles:
- 1990 Wellington
- 1991 Wellington
- 1996 Bogotá

Finalista en dobles:
- 1990 Róterdam
- 1991 Orlando
- 1995 New Haven
- 1996 Ciudad de México

## Otras actividades
Luego de su retiro, Pereira ha trabajado como periodistas de tenis en Canal1 / CD7 (Ecuador), Globovisión TV / Meridiano TV (Venezuela), City TV (Colombia) y PSN En 2001, Pereira se incorporó al grupo de comentaristas del canal deportivo ESPN. Generalmente se hace presente en las transmisiones tenísticas, acompañado entre otros de José Luis Clerc y Luis Alfredo Álvarez. En 2017 pasó al Canal Sony.
También está entrenando al tenista venezolano José de Armas.[cita requerida]

## Clasificación Histórica

### Resultados en individuales Júnior
| Grand Slam           |     |     |     |      |      |
| Abierto de Australia |     |     |     |      | 0–0  |
| Roland Garros        |     | 2R  | 2R  | G    | 8–2  |
| Wimbledon            | 1R  | 2R  | 2R  | G    | 8–3  |
| Abierto de EE. UU.   |     | 1R  |     | G    | 6–1  |
| Victorias – Derrotas | 0–1 | 2–3 | 2–2 | 18–0 | 22–6 |

### Resultados Júnior en Dobles
| Grand Slam           |     |     |     |     |     |
| Abierto de Australia |     |     |     |     | 0–0 |
| Roland Garros        |     |     | CF  |     | 2–1 |
| Wimbledon            |     | 2R  | SF  |     | 2–2 |
| Abierto de EE. UU.   |     | 2R  |     |     | 0–1 |
| Victorias – Derrotas | 0–0 | 0–2 | 4–2 | 0–0 | 4–4 |

### Resultados en individuales
| Grand Slam                                  |              |              |              |              |              |              |              |              |              |       |     |                 |
| Abierto de Australia                        |              |              |              | 2R           | Q3           |              | 1R           |              | 2R           | Q2    | 1R  | 2–4             |
| Roland Garros                               |              |              | 2R           | 1R           |              |              |              |              |              | 1R    | Q2  | 1–3             |
| Wimbledon                                   |              | Q1           | 1R           |              |              | Q2           | 1R           | 2R           | 1R           | 2R    | 1R  | 2–6             |
| Abierto de EE. UU.                          |              |              | 1R           |              |              | Q1           | 2R           | 1R           | 3R           | 1R    | Q2  | 3–5             |
| Victorias – Derrotas                        | 0–0          | 0–0          | 1–3          | 1–2          | 0–0          | 0–0          | 1–3          | 1–2          | 3–3          | 1–3   | 0–2 | 8–18            |
| ATP Super 9                                 |              |              |              |              |              |              |              |              |              |       |     |                 |
| Indian Wells                                |              |              | 1R           |              |              |              |              |              |              |       |     | 0–1             |
| Miami                                       |              |              | 1R           | 1R           |              |              |              | 1R           |              | 3R    |     | 2–4             |
| Monte-Carlo                                 |              |              |              |              |              |              |              |              |              |       |     | 0–0             |
| Hamburgo                                    |              |              |              |              |              |              |              |              |              |       |     | 0–0             |
| Roma                                        |              |              | 1R           |              |              |              |              |              |              |       |     | 0–0             |
| Canadá                                      |              |              | CF           |              |              |              |              | 2R           |              |       |     | 4–2             |
| Cincinnati                                  |              |              |              | 2R           |              |              |              |              |              |       |     | 1–1             |
| Estocolmo                                   |              |              |              |              |              |              |              |              |              |       |     | 0–0             |
| París                                       |              |              |              |              |              |              | Q2           |              |              |       |     | 0–0             |
| Victorias – Derrotas                        | 0–0          | 0–0          | 3–4          | 1–2          | 0–0          | 0–0          | 0–0          | 1–2          | 0–0          | 2–1   | 0–0 | 7–9             |
| Representación Nacional                     |              |              |              |              |              |              |              |              |              |       |     |                 |
| Juegos Olímpicos                            | ND           |              | No Disputado | No Disputado | No Disputado |              | No Disputado | No Disputado | No Disputado | 2R    | ND  | 1–1             |
| Copa Davis                                  | Z2           | Z2           |              |              | Z2           | Z2           | Z2           | Z2           | PO           | Z1    | Z1  | 20–15           |
| ATP Championship Series / Serie Mundial ATP |              |              |              |              |              |              |              |              |              |       |     |                 |
| Orlando                                     |              |              | 1R           | 2R           | 2R           |              | Q2           |              | 1R           |       | Q3  | 2–4             |
| Newport                                     |              |              |              |              |              |              | 1R           | 2R           |              | G     |     | 6–2             |
| Washington                                  |              |              |              | 2R           | 1R           |              |              | 1R           | 2R           | 2R    | 1R  | 3–6             |
| Bogotá                                      | No Disputado | No Disputado | No Disputado | No Disputado | No Disputado | No Disputado | No Disputado | G            | 2R           | 2R    |     | 7–2             |
| Tokio                                       |              |              | CF           | 1R           |              |              |              |              | 1R           |       |     | 3–3             |
| Estadísticas                                |              |              |              |              |              |              |              |              |              |       |     |                 |
| Títulos                                     | 0            | 0            | 0            | 0            | 0            | 0            | 0            | 1            | 0            | 1     | 0   | 2               |
| Finales Alcanzadas                          | 0            | 0            | 0            | 0            | 0            | 0            | 0            | 1            | 0            | 1     | 0   | 2               |
| Total Victorias – Derrotas                  | 0–2          | 5–5          | 12–21        | 5–15         | 3–7          | 4–2          | 5–12         | 15–15        | 18–20        | 16–23 | 1–8 | 84–130          |
| Clasificación de Fin de Año                 | 284          | 151          | 121          | 238          | 145          | 129          | 142          | 116          | 122          | 110   | 472 | 730 407 dólares |

### Resultados en Dobles
| Grand Slam                                  |              |              |              |              |              |              |              |              |              |              |              |                 |
| Abierto de Australia                        |              |              |              | 1R           | 2R           |              | 1R           |              | 1R           | 2R           | 1R           | 2–6             |
| Roland Garros                               |              |              | 1R           | 3R           | 1R           |              |              |              |              | 1R           | 1R           | 2–5             |
| Wimbledon                                   |              | Q2           | 3R           | 2R           |              | Q2           | 2R           | 1R           |              | 2R           | 1R           | 5–6             |
| Abierto de EE. UU.                          |              |              | 2R           | 1R           |              |              | 1R           | 1R           | 1R           | 3R           | 1R           | 3–7             |
| Victorias – Derrotas                        | 0–0          | 0–0          | 3–3          | 3–4          | 1–2          | 0–0          | 1–3          | 0–2          | 0–2          | 4–4          | 0–4          | 12–24           |
| ATP Super 9                                 |              |              |              |              |              |              |              |              |              |              |              |                 |
| Indian Wells                                |              |              | 2R           |              |              |              |              |              |              |              |              | 1–1             |
| Miami                                       |              |              | 1R           | 1R           | 2R           | 1R           |              | 2R           |              | 2R           |              | 3–6             |
| Monte-Carlo                                 |              |              |              |              |              |              |              |              |              |              |              | 0–0             |
| Hamburgo                                    |              |              |              |              |              |              |              |              |              |              |              | 0–0             |
| Roma                                        |              |              | 2R           |              | 2R           |              |              |              |              |              |              | 2–2             |
| Canadá                                      |              |              | 1R           | 2R           |              |              |              | 2R           |              |              |              | 2–3             |
| Cincinnati                                  |              |              |              | 1R           |              |              |              | 1R           |              |              |              | 0–2             |
| Estocolmo                                   |              |              |              |              |              |              |              |              |              |              |              | 0–0             |
| París                                       |              |              |              |              |              |              |              |              |              |              |              | 0–0             |
| Victorias – Derrotas                        | 0–0          | 0–0          | 2–4          | 1–3          | 2–2          | 0–1          | 0–0          | 2–3          | 0–0          | 1–1          | 0–0          | 8–14            |
| Representación Nacional                     |              |              |              |              |              |              |              |              |              |              |              |                 |
| Juegos Olímpicos                            | ND           |              | No Disputado | No Disputado | No Disputado |              | No Disputado | No Disputado | No Disputado | 1R           | ND           | 0–1             |
| Copa Davis                                  |              | Z2           |              |              | Z2           | Z2           | Z2           | Z2           | PO           | Z1           | Z1           | 12–5            |
| ATP Championship Series / Serie Mundial ATP |              |              |              |              |              |              |              |              |              |              |              |                 |
| Wellington                                  | ND           |              |              | G            | G            |              | No Disputado | No Disputado | No Disputado | No Disputado | No Disputado | 8–0             |
| México                                      |              |              |              |              |              |              | 1R           |              | SF           | F            |              | 5–3             |
| Tokio                                       |              |              | 2R           | CF           |              |              |              |              | 1R           |              |              | 3–3             |
| Orlando                                     |              |              |              |              | F            |              | CF           |              | Q1           |              |              | 4–2             |
| New Haven                                   |              |              | 1R           | SF           | CF           |              | 1R           | 1R           | F            | 1R           | CF           | 11–8            |
| Bogotá                                      | No Disputado | No Disputado | No Disputado | No Disputado | No Disputado | No Disputado | No Disputado | SF           | SF           | G            |              | 8–2             |
| Estadísticas                                |              |              |              |              |              |              |              |              |              |              |              |                 |
| Títulos                                     | 0            | 0            | 0            | 1            | 1            | 0            | 0            | 0            | 0            | 1            | 0            | 3               |
| Finales Alcanzadas                          | 0            | 0            | 0            | 2            | 2            | 0            | 0            | 0            | 1            | 2            | 0            | 7               |
| Total Victorias – Derrotas                  | 0–0          | 3–0          | 12–17        | 24–23        | 18–12        | 2–5          | 9–14         | 10–17        | 13–11        | 22–21        | 5–13         | 118–133         |
| Clasificación de Fin de Año                 | 470          | 367          | 139          | 45           | 76           | 108          | 108          | 145          | 89           | 84           | 235          | 324 061 dólares |